# 小行星1730
小行星1730（1730 Marceline）是一颗围绕太阳公转的小行星。1936年10月17日，瑪格麗特·盧吉埃在尼斯发现了此天体。
該小行星以法國作家安德烈·紀德的小說《背德者》的登場角色馬賽琳（Marceline）命名。
这颗小行星的绝对星等为225.0107374074071等。